# Marianne Kamph
Marianne Kamph var en dansk fodboldspiller fra Skovlunde IF. Hun var med på det danske hold som vandt i VM-finalen i 1971 i Mexico City mod værtsnationen Mexico.